# Мерешешты (Молдова)
Мерешешты (рум. Mărăşeşti, Мэрэшешть) — село в Сынжерейском районе Молдавии. Наряду с селом Куболта входит в состав коммуны Куболта.

## География
Село расположено на высоте 96 метров над уровнем моря.

## Население
По данным переписи населения 2004 года, в селе Мэрэшень проживает 171 человек (71 мужчина, 100 женщин).
Этнический состав села:
| Национальность | Число жителей | Процентный состав |
| -------------- | ------------- | ----------------- |
| молдаване      | 167           | 97.66             |
| украинцы       | 3             | 1.75              |
| румыны         | 1             | 0.58              |
| Всего          | 171           | 100%              |